# Purusmyrvireo
Purusmyrvireo (Herpsilochmus praedictus) är en fågel i familjen myrfåglar inom ordningen tättingar.

## Utbredning och systematik
Fågeln förekommer i sydvästra Amazonområdet i Brasilien (söder om Amazonfloden och väster om Madierafloden). Den behandlas som monotypisk, det vill säga att den inte delas in i några underarter.

## Status
IUCN kategoriserar den som livskraftig.